# Китчин, Джозеф
Джо́зеф Ки́тчин (1861—1932) — британский статистик.

## Биография
Работал в южно-африканской добывающей промышленности. В 1921-23 годах опубликовал работы по исследованию британских и американских деловых циклов, где выделил небольшие циклы в 40 месяцев и большие циклы в 7-11 лет. Первый тип цикла был обнаружен им впервые и впоследствии был назван его именем — цикл Китчина.

## Цикл Китчина
Цикл Китчина, как считается, происходит из-за задержек в информационном движении, влияющих на принятие решений коммерческими фирмами. Фирмы реагируют на повышение коммерческой ситуации через увеличение выпуска продукции за счет полной занятости, насколько это им позволяет основной капитал. В результате, в течение определенного периода времени (начиная от нескольких месяцев до двух лет) рынок получает переполнение товарами, количество которых постепенно становится чрезмерным. Спрос снижается, цены падают, производимая продукция накапливаются в запасах, — этот запас информирует предпринимателей о необходимости сокращать добычу или производство.
Этот процесс занимает некоторое время. Кроме того, у предпринимателей занимает некоторое время, чтобы проверить эту информацию и принять решение о сокращении производства; какое-то время также нужно на «материализацию» этого решение (эти задержки, которые создают циклы Китчина). После того, как это снижение происходит, можно наблюдать условия для нового этапа роста спроса, цен, производства.